# Louis Blouin
Louis Blouin, bekannt als Dubois (* 1706; † 28. Februar 1775), war ein französischer Schauspieler.
Bereits Blouins Mutter war Schauspielerin, und so folgte er ihr nach und debütierte im Jahr 1736 an der Comédie-Française. Er spielte vor allem stützende Rollen und seine Karriere blieb hinter seinen Hoffnungen zurück. Laut Lekain war er auch kein guter Schauspieler, dessen Spiel gekünstelt wirkte und ohne Sinn für Nuancen war. Trotzdem wurde er zum festen Ensemblemitglied der Comédie.
Im Jahr 1765 löste Blouin einen Skandal aus, da er sich weigerte einen Chirurgen für seine Dienste zu bezahlen, woraufhin dieser seine Ehrenhaftigkeit in Zweifel zog. Das Ensemble der Comédie sah sich gezwungen ein Tribunal zur Schlichtung der Sache einzurichten, was die Entlassung Blouins zur Folge hatte, und die Comédie kam für die Forderungen des Chirurgen auf. Jedoch pflegte die Tochter Blouins Umgang mit dem Herzog von Fronsac, welcher sich dafür einsetzte, dass Blouin wieder in das Ensemble der Comédie aufgenommen werden musste. Daraufhin weigerten sich einige Kollegen, darunter Lekain, François-René Molé und Claire Clairon, mit Blouin aufzutreten, und der Streik ging so weit, dass Claire Clairon, weil sie sich weigerte mit Blouin aufzutreten, für fünf Tage im Fort-l’Evêque arrestiert wurde. Letztendlich gewannen aber seine Gegner und Blouin wurde mit einer Pension von 1500 Livre in den Ruhestand verabschiedet. Dank den Verbindungen des Herzogs von Fronsac bekam Blouin ein neues Engagement und ging nach Bordeaux.